# 里利安斯 (特拉華州-馬里蘭州)
雷里安斯（英語：Reliance）是位於美國特拉華州蘇塞克斯縣及馬里蘭州加羅林縣和多徹斯特縣的一個非建制地區。

## 地理
雷里安斯的座標為38°35′07″N 75°42′23″W / 38.58528°N 75.70639°W，而該地的平均海拔高度為13米（即43英尺）。